# Club Deportivo Bentín Tacna Heroica
El Club Deportivo Bentín Tacna Heroica es un club de fútbol peruano con sede en Tacna. Fue fundado en 2014 y desde 2025 juega en la Liga 2, la segunda categoría del fútbol nacional tras haber ganado la Copa Perú 2024. Su apodo es el Vendaval Azul debido al color de su uniforme.

## Historia

### 2014: Fundación
Fue fundado el 14 de octubre de 2014 en el distrito de Alto de la Alianza, Tacna, con la intención de formar nuevos talentos dentro de la región. Su Fundador, primer y único presidente vitalicio fue Guillermo León Martínez. En ese mismo año participó de la segunda división de su distrito donde ganó el título y el ascenso a la Primera División distrital. Desde el año 2016 ha participado en la Copa Perú.

### 2015-2023: Campañas en la Copa Perú
En la temporada 2016, clasificó a la etapa nacional como subcampeón departamental, tras ser superado por Coronel Bolognesi. Clasificó a la zona de repechaje de la etapa nacional tras culminar en la octava posición y logró superar el repechaje tras ganarle al equipo puneño Unión Fuerza Minera, con un global de 3 a 1. Llegó hasta los cuartos de final, donde cayó ante Deportivo Hualgayoc tras empatar en Tacna 2 a 2 y perder en Hualgayoc 6 a 2.
En la temporada 2023 fue campeón departamental y clasificó a la etapa nacional, donde avanzó en la fase regular tras culminar en la vigésimo quinta posición, pero en dieciseisavos de final quedó eliminado ante Nacional FBC de Mollendo tras perder en tanda de penales por 3 a 0.

### 2024: Campeón de la Copa Perú y el ascenso a la Liga 2
En la temporada 2024, el club logró un desempeño destacado al consagrarse como campeón distrital, provincial y departamental, asegurando así su clasificación a la etapa nacional de la Copa Perú. Durante la fase regular, terminaron en la octava posición, avanzando a las instancias finales y tras la eliminación del otro representante del departamento en esa misma fase que fue Patriotas FC, aseguraban el ascenso a la nueva Liga 3. En los dieciséisavos de final, se enfrentaron al Sociedad Tiro N.º 28 de Cerro de Pasco, sacando un buen resultado en la ida con un empate de 1-1 a más de 4000 m s. n. m. en el estadio Daniel Alcides Carrión, para luego sellar su clasificación ganando 1-0 en el estadio Jorge Basadre. Ya para los octavos de final, se enfrentaron al Unión Santo Domingo de Chachapoyas, donde en la ida perdieron 2-1, sin embargo en la vuelta en la ciudad de Tacna, el estadio Jorge Basadre lleno completamente sus tribunas, que desde el 2017 no se veía el estadio con esa capacidad, donde el Vendaval Azul en una tarde de agonía y nervios, anotó en los últimos minutos del partido, haciendo estallar todo el estadio, llevando la llave a una infartante tanda de penales, donde Bentín Tacna tuvo de héroe a su portero Luis Pretel, logrando así su clasificación a cuartos de final, debido al reglamento del torneo, los equipos que hallan clasificado a los cuartos de final, deberían viajar a la capital. Ya en la ciudad de Lima, el equipo tacneño tuvo que enfrentar en cuartos de final al Juventud Cautivo de Piura, donde el marcador no se movió, por lo cual se forzó la tanda de penales, donde una vez más los de Tacna salieron victoriosos y por ende clasificarían a las semifinales. Ya en llave de semifinales, se enfrentaron al equipo iqueño Juventud Santo Domingo, logrando la victoria en una tanda de penales. Con este triunfo, aseguraron su pase a la final y concretaron su ascenso al fútbol profesional para la Liga 2 del próximo año.
Se coronó campeón de la Copa Perú al vencer por penales al FC Cajamarca, luego de haber empatado en la última jugada del partido. Así, pasaron 23 años para que un equipo tacneño alzara la Copa Perú, siendo el segundo en lograrlo; la última vez fue en la Copa Perú 2001 por el Coronel Bolognesi.

## Uniforme
- Uniforme titular: Camiseta azul, pantalón azul, medias azules.
- Uniforme alternativo: Camiseta blanco, pantalón blanco y medias azules.

### Evolución del uniforme

#### Titular
| 2024 | 2025 |

#### Alternativo
| 2024 | 2025 |

| Periodo   | Patrocinador   |
| --------- | -------------- |
| 2014-2023 | Angles Sport   |
| 2024      | Alarcon Sports |

| Periodo  | Patrocinador               |
| -------- | -------------------------- |
| 2023     | Logistic Travel Ilo S.A.C. |
| 2024-act | Radio Uno                  |

## Estadio

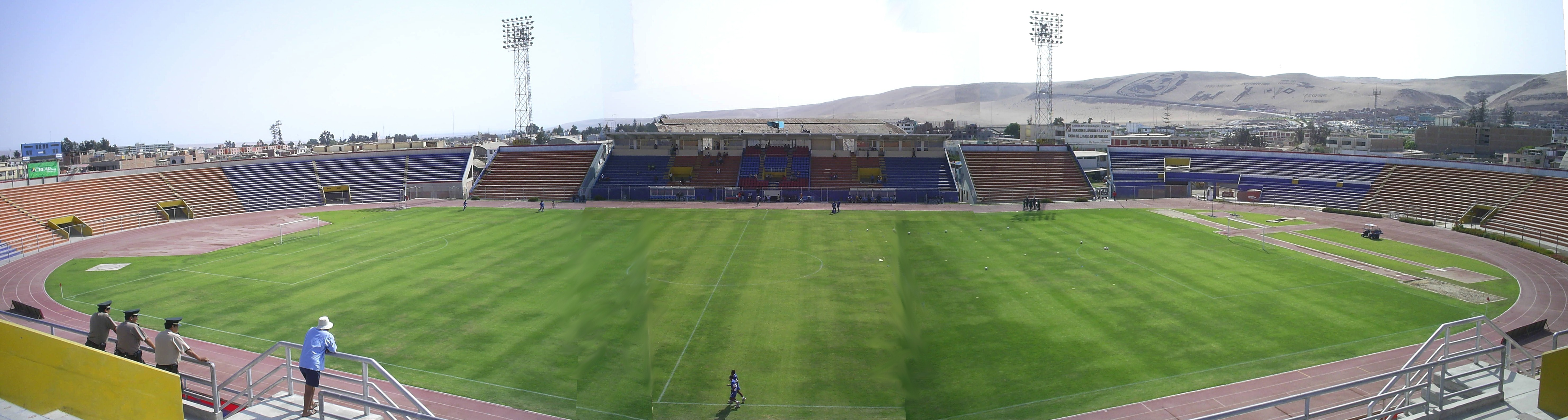
Estadio Jorge Basadre de Tacna.

El club juega de local en el Estadio Jorge Basadre Grohmann que se encuentra ubicado en Tacna y tiene capacidad para 25.000 personas. Su nombre original fue Estadio Modelo de Tacna pero fue rebautizado en 2004 con su actual nombre de Jorge Basadre, quien fuera historiador tacneño.
Durante su paso por la Copa Perú, el club utilizaba en sus etapas iniciales el estadio Héroes del Alto de la Alianza, ubicado en su distrito de origen.
El 18 de abril de 2025, el club debutará por primera vez en la Liga 2 2025 de local ante Club Deportivo Unión Comercio  en el Estadio Joel Gutiérrez ubicado en Tacna y cuenta con una capacidad para 25.000 espectadores.

## Entrenadores
- Nilton Arnao (2016)
- Leonardo Morales (2023)
- Jesús Álvarez (2024)
- Sergio Castellanos (2024)
- Ysrael Zuñiga (2024-2025)

## Palmarés

### Torneos nacionales
| Competición nacional | Títulos | Subcampeonatos |
| -------------------- | ------- | -------------- |
| Copa Perú (1/1)      | 2024    |                |

### Torneos regionales
| Competición regional                          | Títulos                                         | Subcampeonatos |
| --------------------------------------------- | ----------------------------------------------- | -------------- |
| Liga Departamental de Tacna (2/2)             | 2023, 2024.                                     | 2016           |
| Liga Provincial de Tacna (2/2)                | 2023, 2024.                                     | 2016           |
| Liga Distrital de Alto de la Alianza (8/8)    | 2015, 2016, 2018, 2019, 2020, 2022, 2023, 2024. |                |
| Segunda Distrital de Alto de la Alianza (1/1) | 2014.                                           |                |